# Hôpital général de Kingston
 (mai 2024).
Le contenu est difficilement compréhensible vu les erreurs de traduction, qui sont peut-être dues à l'utilisation d'un logiciel de traduction automatique.
 (mai 2024).
Si vous disposez d'ouvrages ou d'articles de référence ou si vous connaissez des sites web de qualité traitant du thème abordé ici, merci de compléter l'article en donnant les références utiles à sa vérifiabilité et en les liant à la section « Notes et références ».
Pour les articles homonymes, voir KGH.
L'hôpital général de Kingston (anglais : Kingston General Hospital ou KGH) est un hôpital canadien situé à Kingston, Ontario. Il est affilié à l'Université Queen's. Il a été désigné lieu historique national du Canada en 1995.

## Histoire

### 1800
En 1832 une loi du Parlement nomme une commission pour « superintend and manage the erection and completion of a hospital in or near the town of Kingston ». En 1835, le premier édifice est construit sur le site actuel, dont le terrain appartenait à Archdeacon George O'Kill Stuart. L'édifice, prévu pour accueillir 120 patients, est resté inoccupé pendant 3 ans, jusqu'à ce que la ville de Kingston ait assez d'argent pour acheter les équipements. En 1838, l'hôpital soigne ses premiers patients, 20 Américains blessés, faits prisonniers lors de la bataille du Moulin-à-Vent lors des Rébellions de 1837. 
L'hôpital général de Kingston sert de premier édifice parlementaire au temps de la Province du Canada, de 1841 jusqu'en 1844. L'édifice retrouve son but principal en 1845 et commence des opérations à temps plein comme hôpital régulier. L'infirmerie n'avait alors qu'un assistant et la Female Benevolent Society fournissait des bénévoles et des docteurs offraient des services sans frais. L'hôpital a soigné majoritairement les pauvres jusqu'en 1900. L'affiliation universitaire avec la Queen's University Faculty of Medicine a débuté en 1854. La Watkins Wing s'est ouverte en January 1863 pour soigner les patients avec des maladies infectieuses. L'homme d'affaires de la communauté John Watkins a fourni des réserves financières pour sa construction. En 1886, l'hôpital a institué des programmes de formation pour infirmières ; la dernière classe graduée est sortie en 1974. La Nickle Wing (nommée pour l'homme d'affaires local William Nickle) a ouvert en April 1891. En 1894, la Doran Wing, alors hôpital gynécologique, acceptait des patients pour la première fois. Elle est financée par Michael Doran. En 1886, KGH est devenu premier hôpital canadien à acheter un appareil de rayons x pour usage médical.

### 1900
La KGH Women's Aid a été fondée en 1905 et au bout d'un an elle comptait 110 membres. Cette organisation, connue à présent comme le KGH Auxiliary, a été la première en son genre en Ontario-Canada-Amérique du nord. En 1914, la Empire Wing est ouverte avec les premières chambres conçues pour accommodations privés, signe que KGH commençait à donner des soins à la communauté tout entière et pas seulement aux pauvres. La Douglas Wing a officiellement ouvert en Octobre 1925. En 1947, la Victory Wing est ouverte. Les patients de la Veterans Affairs Canada y ont été soignés; la Victory a en plus une clinique pour la Ontario Cancer Foundation. La Angada Children's Hospital est ouverte en 1953. L'hôpital a choisi ce mot arabe signifiant « emmener de l'aide vers soi » en reconnaissance envers les « Shriners ». En 1960, l'hôpital construit la Walter T. Connell Wing, nommée d'après le directeur du Department of Medicine at KGH and Queen's University. Deux autres étages ont été ajoutés à la Connell Wing en 1970. La Fraser Armstrong Patient Centre, laquelle offre une clinique externe, ouvre ses portes en 1975. KGH a ouvert son Emergency Department en 1976. En 1977, la Ronald C. Burr Wing est ouverte avec facilités de réhabilitation pour les patients des régions avoisinantes. En 1981, la T. Ashmore Kidd Wing est ouverte avec un nouveau bloc opératoire et des facilités pour archives médicales et un service de radiologie. Trois ans plus tard, des rénovations créaient des facilités nouvelles notamment laboratoires, ophtalmologie, prosthétiques, endoscopie, unité rénale et laboratoire-fonctions-pulmonaires; de l'espace pour la KGH Auxiliary y a aussi été ajouté. Nommé d'après un couple kingstonien connu pour ses contributions extra-ordinaires à la communauté, la Syl and Molly Apps Medical Research Centre a ouvert en 1987. La Kidd/Davies Patient Tower et l'entrée principale de l'édifice ont vu le jour en 1989. Parmi les services fournis: la Neonatal Intensive Care Unit et la Renal Unit and Cardiac Services. Des équipements pour l'imagerie par résonance magnétique (IRM) ont été installés à la KGH en 1994, faisant de Kingston le principal centre régional de diagnostic par imagerie médicale. Des rénovations majeures aux étages 9 et 10 de la Connell Wing ont eu lieu en 1995. Le Same Day Admission Centre est construit en 1997. Des constructions majeures dans la zone des services d'urgence ont été complétées en 1998.

### 2000
Des rénovations majeures à la Syl and Molly Apps wing ont lieu en 2002. Les Sections D&E du Emergency Department sont rénovées et rouvertes en 2003. La Kingston Regional Cancer Centre s'intègre avec la KGH et devient la Cancer Centre of Southeastern Ontario at KGH en 2004. La Centre for Advanced Urological Research s'ouvre à la 62 Barrie Street en 2005. Une nouvelle machine de résonance magnétique est installée en 2005.